# Braccio da Montone
Andrea Fortebraccio, conegut com a Braccio da Montone (Perusa, 1 de juliol de 1368 - L'Aquila, 5 de juny de 1424) va ser un condottiero italià, governador de Bolonya, rector de Roma, senyor de Perusa, príncep de Càpua, comte de Montone i de Foggia i Gran Conestable del Regne de Nàpols. Amb les seves gestes va ser qui més a prop fou de crear un estat en el centre d'Itàlia al segle xv.

## Biografia
Braccio da Montone va néixer a Perusa fill dels nobles Oddo Fortebraccio, Comte de Montone i Giacoma Montemelini.
Des de molt jove es va dedicar a la carrera militar, que comença com a patge en la companyia de Guido d'Asciano. La derrota dels nobles de la facció popular a Perusa va implicar l'exili de la ciutat a la família Fortebraccio i la pèrdua de la propietat d'un castell a Montone. Braccio va entrar en la Companyia d'Aventurers de San Giorgio (en la qual també hi havia el seu futur rival Muzio Attendolo Sforza), l'escola d'Alberico da Barbiano.
En 1390 va tornar a Montone, on ajudat per dos germans, va matar tres membres de la facció contrària. Per aquesta acció va obtenir el títol del Braccio en lloc del nom d'Andrea. Fortebraccio llavors va decidir abandonar de nou el seu lloc d'origen per formar una empresa de 15 genets pagada pels Montefeltro contra els Malatesta. En 1391 va ser ferit durant l'assalt a la fortalesa de Fossombrone, i l'hi quedà una lleu coixesa. Derrotat a Fratta Todina, es va negar a entrar al servei de Biordo Michelotti. En abril 1395 va tornar a lluitar per Alberico da Barbiano, al Regne de Nàpols, on es va reunir de nou amb Sforza. En 1397 va passar a sou de Florència, on sota el seu comandament eren 30 homes d'armes. En 1398 al costat de l'església en la guerra contra Perusa, assetjant primer Montone i després de la mort de Michelotti (Senyor de Perusa), atacant Perusa i després va devastar el territori d'Assís. En 1400 Perusa es va lliurar a Joan Galeàs Visconti i Braccio va tornar a batallar al llarg i ample de la península. En 1402, a la mort de Joan Galeàs Visconti, va lluitar per papa contra els Visconti a les ordres de Mostassa de Forlì. En 1403 el papa Bonifaci IX va fer un acord amb el nou ducat de Milà pel qual Bolonya, Perusa i Assís van caure sota el control dels Estats Pontificis.
En 1404 va tornar al servei de Barbiano, lluitant al costat de Lorenzo Attendolo contra Faenza i contra l'Estat de l'Església: aquesta segona batalla serà recordat com un dels exemples de l'habilitat en l'art de la guerra per armar. A prop del riu Reno les tropes del Comte de Cunio van quedar en minoria davant l'enemic, i Braccio, que comandava la rereguarda, va fer construir tres ponts per travessar el riu i resistir els atacs de les tropes papals, i per aquesta acció va poder reclamar el títol de cavaller i el dret d'incloure en el seu escut d'armes de la insígnia del comte de Cunio. Els seus primers èxits van atreure l'enveja de la companyia, i algú va calumniar-lo advertint Alberico que Braccio volia matar-lo per prendre el seu lloc, i així Montone, advertit per l'esposa del comte de Cunio, va haver de fugir del campament no ser assassinat. Barbiano es va penedir i li va demanar, en va, per tornar a la companyia.
En 1406 va lluitar amb fugats contra Perusa, i en 1407 va formar una companyia de fortuna composta fonamentalment per exiliats de Perusa, atacant i fent xantatge als petits pobles del camp de Romanya i la part superior de la vall del Tíber, finançant-se amb aquestes batudes i tenint la seva base a Sansepolcro. Al maig, els habitants d'Arcevia li van oferir el senyoriu de la ciutat, a canvi de la seva ajuda contra el marquès de Fermo Ludovico Migliorati, que estava assetjant la ciutat. Montone va acceptar i ocupar Munte Conero i devastar el territori de Fano, on es va apoderar de diversos castells. Braccio va fer les paus amb Migliorati i va entrar al servei de Ladislau I de Nàpols a la dreta de Fermo, amb més de 1.200 genets i 1.000 soldats d'infanteria, amb els quals va devastar les terres d'Ugolino III Trinci que es va negar a donar queviures a les seves tropes. En 1408 Perusa es va rendir a Ladislau I de Nàpols, però obtenint una declaració de guerra a tots els fugitius de la ciutat. Braccio es va retirar a Marche, Ancona, declarant-se enemic de Ladislao, i va prendre possessió de Jesi.
En 1409 va lluitar primer a Citta di Castello, i després a Arezzo, per la República de Florència i després es va dirigir a Roma, assetjant el Castell de Sant'Angelo tret de l'arribada de l'hivern. En 1410 Roma va sofrir atacs de Luca i Ladislau I de Nàpols i diverses companyies de ventura, entre elles la de Braccio, que quan va veure les tropes napolitanes en retirada, els va perseguir i va derrotar a ells a Sora. Al novembre va assetjar novament Perusa per la Porta de San Pietro. En aquests anys de guerra, Braccio va ser capaç de perfeccionar la seva tècnica militar, ajustar la velocitat de moviment, i aquesta va ser la característica d'una nova escola d'armes, que es va anomenar Braccesca.
En 1413 Joan XXIII de Pisa el va nomenar senyor de Montone i li va concedir el govern de Bolonya, que Braccio va utilitzar per acumular molts diners, extorsionant les ciutats de Ravenna, Forli, Rimini, Cesena i Castel San Pietro. En 1414 va lluitar contra Todi Sforza (a càrrec de Nàpols), al juny, al final de la batalla, va ser rebut amb tots els honors a Florència, amb el qual va signar una aliança de 10 anys.
L'agost, Ladislau I de Nàpols va morir i Braccio va alliberar Bolonya per 180.000 ducats d'or, i va aconseguir Umbría, ocupant ciutats i castells durant el seu camí; Perusa es va encomanar a Carlo I Malatesta, lluitant en la batalla de Sant Egidi el 12 juliol de 1416, amb la victòria de Braccio. La ciutat de Perusa no va poder evitar obrir-li les portes i fer-lo senyor, i també ho feren Todi, Narni, Terni i Orvieto. Braccio va demanar al recent elegit Papa Martí V a concedir-li el vicariat d'Umbria, però li ho va negar i va enviar contra ell Guidantonio I Montefeltro i Muzio Attendolo Sforza, als que va derrotar en la batalla de Spoleto, i va atacar els territoris dels Montefeltro. Conquerida Urbino, el seu objectiu era expandir-se fins a l'Adriàtic. Però en 1417 després d'un setge esgotador i inútil, el seu avanç cap a Urbino es va aturar en els Apenins, al Castell de Cantiano que es va convertir durant anys la seu de l'exèrcit de Guidantonio de Montefeltro contra Montone. Expansionista Braccio en aquestes parets, que va veure el va violar apunta cap a la Marca i l'Adriàtic. El 14 de març de 1419 es va reunir amb el Papa a Florència, i van acordar la reconquesta de Bolonya. Braccio la va conquerir i després es va retirar a Perusa, deixant intactes tots els territoris dels Montefeltro.
En 1420 Alfons el Magnànim va cridar Braccio da Montone, a canvi de les places de l'Aquila i Càpua per lluitar per ell contra Muzio Sforza, qui estava al capdavant de l'exèrcit Angeví a Nàpols. sent per això excomunicat. No hi va haver una batalla oberta, encara que l'exèrcit de Braccio va moure's per tot l'Abruzzo i iniciant el setge de l'Aquila. Mentrestant, Joana II de Nàpols va abandonar el Magnànim i es passà al costat dels angevins, però Braccio va romandre lleial a Alfons. En febrer 1424 va ser nomenat Conestable del regne de Nàpols, i senyor de Càpua i Foggia. Buscant la batalla final, Muzio Attendolo Sforza va morir a Pescara, i l'exèrcit el van comandar Jacopo Caldora i Ludovico Colonna, i en la batalla del 2 de juny de 1424, Braccio va resultar greument ferit i es va negar a ser tractat, morint pocs dies després.
El Papa el feu enterrar en terra no consagrada, on va romandre fins al 1432, quan, a iniciativa del seu net de Niccolò Fortebraccio, les seves restes van ser enterrades a l'Església de Sant Francesco al Prato a Perusa.